# Огюст Шарлуа
| Відкриті Астероїди: 99 | Відкриті Астероїди: 99 |
| ---------------------- | ---------------------- |
| 267 Тірца              | 27 Травня 1887         |
| 272 Антонія            | 4 Лютого 1888          |
| 277 Ельвіра            | 3 Травня 1888          |
| 282 Клорінда           | 28 Січня 1889          |
| 283 Емма               | 8 Лютого 1889          |
| 284 Амалія             | 29 Травня 1889         |
| 285 Реґіна             | 3 Серпня 1889          |
| 289 Ненетта            | 10 Березня 1890        |
| 293 Бразилія           | 20 Травня 1890         |
| 294 Феліція            | 15 Липня 1890          |
| 296 Фаетуса            | 19 Серпня 1890         |
| 297 Цецилія            | 9 Вересня 1890         |
| 298 Баптистина         | 9 Вересня 1890         |
| 300 Джеральдіна        | 3 Жовтня 1890          |
| 302 Кларисса           | 14 Листопада 1890      |
| 305 Гордонія           | 16 Лютого 1891         |
| 307 Ніка               | 5 Березня 1891         |
| 310 Маргарита          | 16 Травня 1891         |
| 311 Клавдія            | 11 Червня 1891         |
| 312 П'єретта           | 28 Серпня 1891         |
| 314 Розалія            | 1 Вересня 1891         |
| 316 Ґоберта            | 8 Вересня 1891         |
| 317 Роксана            | 11 Вересня 1891        |
| 318 Магдалена          | 24 Вересня 1891        |
| 319 Леона              | 8 Жовтня 1891          |
| 327 Колумбія           | 22 Березня 1892        |
| 331 Етеріджея          | 1 Квітня 1892          |
| 336 Лакадьєра          | 19 Вересня 1892        |
| 337 Девоса             | 22 Вересня 1892        |
| 338 Будроса            | 25 Вересня 1892        |
| 344 Дезідерата         | 15 Листопада 1892      |
| 345 Терцідіна          | 23 Листопада 1892      |
| 346 Ерманарія          | 25 Листопада 1892      |
| 347 Паріана            | 28 Листопада 1892      |
| 348 Май                | 28 Листопада 1892      |
| 349 Дембовська         | 9 Грудня 1892          |
| 350 Орнамента          | 14 Грудня 1892         |
| 354 Елеонора           | 17 Січня 1893          |
| 355 Ґабріелла          | 20 Січня 1893          |
| 356 Лігурія            | 21 Січня 1893          |
| 357 Нініна             | 11 Лютого 1893         |
| 358 Аполлонія          | 8 Березня 1893         |
| 359 Ґеорґія            | 10 Березня 1893        |
| 360 Карлова            | 11 Березня 1893        |
| 361 Болонья            | 11 Березня 1893        |
| 362 Гавнія             | 12 Березня 1893        |
| 363 Падуя              | 17 Березня 1893        |
| 364 Ізера              | 19 Березня 1893        |
| 365 Кордуба            | 21 Березня 1893        |
| 366 Вінсентіна         | 21 Березня 1893        |
| 367 Аміцітія           | 19 Травня 1893         |
| 368 Хайдея             | 19 Травня 1893         |
| 370 Модестія           | 14 Липня 1893          |
| 371 Богемія            | 16 Липня 1893          |
| 372 Палма              | 19 Серпня 1893         |
| 373 Мелюзина           | 15 Вересня 1893        |
| 374 Бурґундія          | 18 Вересня 1893        |
| 375 Урсула             | 18 Вересня 1893        |
| 376 Геометрія          | 18 Вересня 1893        |
| 377 Кампанія           | 20 Вересня 1893        |
| 378 Гольмія            | 6 Грудня 1893          |
| 379 Гуенна             | 8 Січня 1894           |
| 380 Фідуція            | 8 Січня 1894           |
| 381 Мірра              | 10 Січня 1894          |
| 382 Додона             | 29 Січня 1894          |
| 383 Яніна              | 29 Січня 1894          |
| 388 Харібда            | 7 Березня 1894         |
| 389 Індустрія          | 8 Березня 1894         |
| 395 Делія              | 30 Листопада 1894      |
| 396 Еолія              | 1 Грудня 1894          |
| 397 Відень             | 19 Грудня 1894         |
| 398 Адмета             | 28 Грудня 1894         |
| 400 Дюкроза            | 15 Березня 1895        |
| 402 Хлоя               | 21 Березня 1895        |
| 403 Кіана              | 18 Травня 1895         |
| 404 Арсіноя            | 20 Червня 1895         |
| 405 Тейя               | 23 Липня 1895          |
| 406 Ерна               | 22 Серпня 1895         |
| 409 Аспасія            | 9 Грудня 1895          |
| 410 Хлоріда            | 7 Січня 1896           |
| 411 Ксанта             | 7 Січня 1896           |
| 414 Ліріопа            | 16 Січня 1896          |
| 416 Ватикана           | 4 Травня 1896          |
| 423 Діотіма            | 7 Грудня 1896          |
| 424 Грація             | 31 Грудня 1896         |
| 425 Корнелія           | 28 Грудня 1896         |
| 426 Гіппо              | 25 Серпня 1897         |
| 427 Галена             | 27 Серпня 1897         |
| 429 Лотіда             | 23 Листопада 1897      |
| 430 Гібріс             | 18 Грудня 1897         |
| 431 Нефела             | 18 Грудня 1897         |
| 432 Піфія              | 18 Грудня 1897         |
| 437 Родія              | 16 Липня 1898          |
| 438 Зеуксо             | 8 Листопада 1898       |
| 441 Батільда           | 8 Грудня 1898          |
| 451 Паціенція          | 4 Грудня 1899          |
| 453 Тея                | 22 Лютого 1900         |
| 498 Токіо              | 2 Грудня 1902          |
| 537 Паулі              | 7 Липня 1904           |

Огюст Оноре Шарлуа (фр. Auguste Charlois); 26 листопада 1864 — 26 березня 1910 — французький астроном, першовідкривач астероїдів, який, працюючи в обсерваторії Ніцци, виявив 99 астероїдів.
Свій перший астероїд 267 Тірца він виявив у 1887 році. У ніч на 13 серпня 1898 року, йому вдалося сфотографувати астероїд (433) Ерос, який в ту ж ніч незалежно від нього виявив німецький астроном Вітт Карл Густав. Але оскільки Шарлуа не зміг вчасно оголосити про своє відкриття, то Вітт випередив його і відкриття астероїда в кінцевому підсумку було визнано саме за ним.
Свої перші астероїди Огюст Шарлуа відкривав виключно за допомогою візуальних спостережень. Початок застосування Максом Вольфом астерофотографії дозволив набагато прискорити процес відкриття нових астероїдів. У результаті, як Вольф, так і Шарлуа, протягом наступних років за допомогою цього методу виявили значно більше астероїдів, ніж за всі попередні роки використання візуальних спостережень.
У віці 45 років він був убитий братом своєї першої дружини за те, що вступив у повторний шлюб. Брат був визнаний винним і засуджений до довічного ув'язнення і каторжних робіт в Нової Каледонії.
На знак визнання його заслуг на честь нього був названий астероїдів — 1510 Шарлуа.